# Christine Edzard
Christine Edzard (Parigi, 15 febbraio 1945) è una regista, sceneggiatrice, costumista e scenografa francese naturalizzata britannica.

## Biografia
Nata a Parigi da padre tedesco e madre polacca, Christine Edzard si è laureata in economia e poi ha studiato come scenografa e costumista con Lila De Nobili. Negli anni 1960 ha fatto da assistente alla regia di Franco Zeffirelli per il suo allestimento di Aida (1963) al Teatro alla Scala e durante la realizzazione del film Romeo e Giulietta (1968).
Nel 1971 ha scritto la sceneggiatura del film I racconti di Natale di Beatrix Potter, che le è valso due candidature ai BAFTA per le sue scenografie e i suoi costumi. Durante le riprese di Romeo e Giulietta a Roma conobbe il futuro marito Richard Goodwin, con cui fondò la casa di produzione Sands Films nel 1975. Nel 1988 ha scritto e diretto Little Dorrit, che le è valso una candidatura all'Oscar alla miglior sceneggiatura non originale.

## Filmografia parziale

### Regista
- Little Dorrit (1988)
- The Fool (1990)
- As You Like It (1992)

### Sceneggiatrice
- I racconti di Natale di Beatrix Potter (Tales of Beatrix Potter), regia di Reginald Mills (1971)
- Little Dorrit, regia di Christine Edzard (1988)

### Scenografa e costumista
- I racconti di Natale di Beatrix Potter (Tales of Beatrix Potter), regia di Reginald Mills (1971)

## Riconoscimenti
- Premio Oscar
  - 1989 - Candidatura per la miglior sceneggiatura non originale per Little Dorrit
- BAFTA
  - 1972 - Candidatura per la migliore scenografia per I racconti di Natale di Beatrix Potter
  - 1972 - Candidatura per i migliori costumi per I racconti di Natale di Beatrix Potter
  - 1988 - Candidatura per la migliore sceneggiatura non originale per Little Dorrit